# Apostolska nunciatura v Čadu
Apostolska nunciatura v Čadu je diplomatsko prestavništvo (veleposlaništvo) Svetega sedeža v Čadu, ki ima sedež v N'Djameni.
Trenutni apostolski nuncij je Jude Thaddeus Okolo.

## Seznam apostolskih nuncijev
- Mario Tagliaferri (5. marec 1970–25. junij 1975)
- Oriano Quilici (13. november 1975–26. junij 1981)
- John Bulaitis (21. november 1981–11. julij 1987)
- Diego Causero (15. december 1992–31. marec 1999)
- Joseph Chennoth (24. avgust 1999–15. junij 2005)
- Pierre Nguyên Van Tot (24. avgust 2005–13. maj 2008)
- Jude Thaddeus Okolo (2. avgust 2008–danes)